# 김해일
김해일(金海日, 본명: 김성술, 본명 한자: 金成述, 1946년 8월 2일~1971년 12월 25일)은 대한민국의 트로트 가수 겸 작사가였고, 본은 김해(金海)이며, 경남 통영 출생이다.
22세 때였던 1967년 《동백꽃이 필 때면》이라는 노래로써 가수로 첫 데뷔를 하였으며, 1970년에는 김해일(金海日) 자신이 작사하고 부산 출신의 피아노 연주자 겸 작곡가 황선우 음악가가 작곡한 《돌아와요 충무항에》라는 노래를 발표했는데, 이 작품은 훗날 각각 이 곡의 작곡자인 황선우가 가사를 개사하여 1971년 가수 나훈아(羅勳兒)의 《돌아와요 부산항에》라는 새로운 가사의 노래와, 이듬해 1972년 가수 조용필(趙容弼)이 《돌아와요 부산항에》라는 새로운 가사의 노래로써, 각기각기 다시 불러 큰 히트를 기록했던 바 있으나, 1971년 그 당시 아직도 정작 김해일(金海日)의 《돌아와요 충무항에》라는 곡은, 거의 경상남도 도민들로부터 차라리 그저 그런 인기를 얻은 것에 그쳤다.
그러나 한편, 김해일(金海日)은 길다면야 길고 그와 동시에 짧다면야 짧다고도 할수가 있는 4년간 그 동안의 가수 활동 당시, 경상남도 도민들과 부산직할시 시민들로부터는 나날이 갈수록 상당히도 남부럽지 않은 음악적인 인기를 누렸으나, 26세 때였던 1971년 12월 25일, 서울 대연각 호텔 화재 사건으로 인해 사망(질식 사고사)했다.

## 학력
- 경남통영고등학교 졸업(1965년 2월)

## 히트곡
- 《동백꽃이 필 때면》(한산도 작사, 백영호 작곡)
- 《떠나간 당신》(황선우 작사, 황선우 작곡)
- 《돌아와요 충무항에》(김해일 작사, 황선우 작곡)
- 《믿어 주세요》(김해일 작사, 황선우 작곡)
- 《쓰라린 상처라면》(김해일 작사, 황선우 작곡)

### 타가수한테노래의가사를작사해 주어 훗날 히트한 작품
- 《발길 돌리는 여인》(김해일 작사, 황선우 작곡, 김국환 노래) - 1970년